# Georgia-Pacific
Georgia-Pacific ist ein US-amerikanisches Unternehmen der Lignocellulosefaser-verarbeitenden Industrie, einer der weltgrößten Hersteller und Vermarkter von Holzschliff, Tissue, Pappe, Papier, Verpackungen und cellulosebasierten Baustoffen (Sperrholz, Gipskarton). 

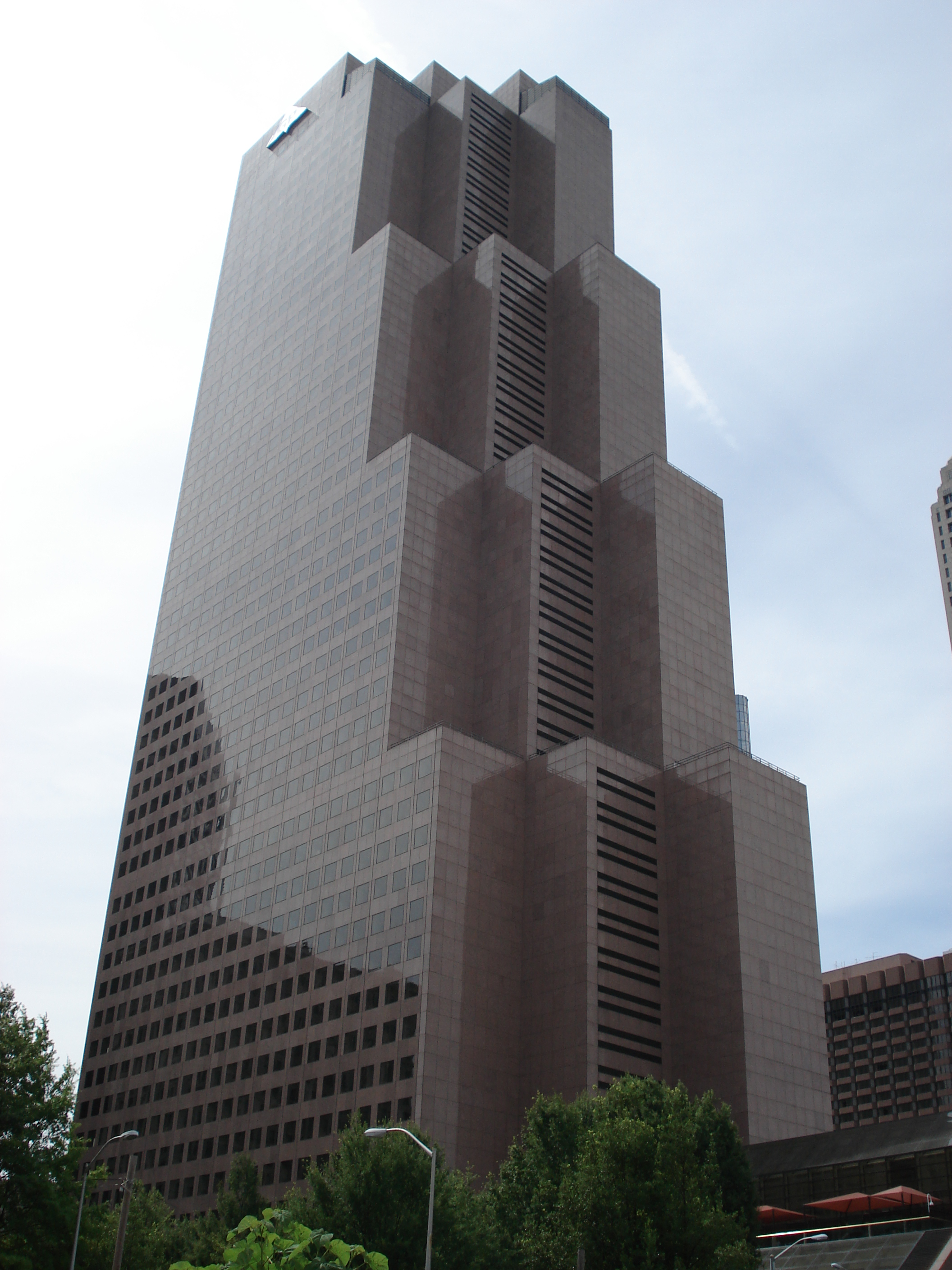
Firmenzentrale in Atlanta

Sitz des Unternehmens ist Atlanta im US-Bundesstaat Georgia. Georgia-Pacific beschäftigt über 50.000 Mitarbeiter an rund 300 Standorten in Nord- und Südamerika sowie anderen Ländern, auch in vielen Ländern Europas.
Georgia-Pacific wurde 1927 von Owen Cheatham als Großhandel mit Bauholz aus Harthölzern (Georgia Hardwood Lumber Company) in Augusta (Georgia) gegründet. Es folgten zahlreiche Übernahmen anderer Unternehmen.
Von 1949 bis 2005 war Georgia-Pacific als Aktiengesellschaft an der New Yorker Börse (NYSE) notiert.
Seit 2005 ist Georgia-Pacific ein vollständiges Tochterunternehmen von Koch Industries.